# Żupania medzimurska
Żupania medzimurska (chorw. Međimurska županija) – najbardziej wysunięta na północ żupania Chorwacji, przy zbiegu granic z Węgrami i Słowenią. Jego stolicą jest Čakovec. W latach 1941–1945 jego obszar znajdował się pod okupacją Węgier.

## Podział administracyjny
Żupania medzimurska jest podzielona na następujące jednostki administracyjne:

- miasto Čakovec
- miasto Mursko Središće
- miasto Prelog
- gmina Belica
- gmina Dekanovec
- gmina Domašinec
- gmina Donja Dubrava
- gmina Donji Kraljevec
- gmina Donji Vidovec
- gmina Goričan
- gmina Gornji Mihaljevec
- gmina Kotoriba
- gmina Mala Subotica
- gmina Nedelišće
- gmina Orehovica
- gmina Podturen
- gmina Selnica
- gmina Strahoninec
- gmina Sveta Marija
- gmina Sveti Juraj na Bregu
- gmina Sveti Martin na Muri
- gmina Šenkovec
- gmina Štrigova
- gmina Vratišinec